# AESL Airtourer
Die AESL Airtourer ist ein zweisitziges Sportflugzeug der Aero Engine Services Ltd.

## Geschichte und Konstruktion
Die Airtourer ist ein als Tiefdecker ausgelegtes leichtes Ganzmetallreiseflugzeug, das in Australien entwickelt und sowohl dort, als auch später in Neuseeland hergestellt wurde. Es war der siegreiche Entwurf in einem Wettbewerb, den Australiens Royal Aero Club in den frühen 1950er Jahren veranstaltet. Henry Millicer entwarf das Flugzeug und ein hölzerner Prototyp wurde von einer Gruppe Flugzeugenthusiasten in einem Vorort von Melbourne in den späten 1950er Jahren gebaut. Dieser Prototyp, registriert unter VH-FMM, flog zum ersten Mal im März oder April 1959. Der Ganzmetallprototyp (VH-MVA) war bereits reif zur Serienproduktion und flog erstmals am 12. Dezember 1961. Die Konstruktion weckte Interesse bei Mervyn Richardson dem Vorsitzenden der Victa Ltd., einem bekannten australischen Rasenmäherproduzenten, sodass von 1961 bis 1966 die Airtourer bei Victa produziert wurden. 1966 schloss Victa nach 168 produzierten Flugzeugen seine Fertigung.
Die Produktionsrechte an der Airtourer wurden im folgenden Jahr von Aero Engine Services Ltd (AESL) in Neuseeland gekauft, wo weitere 80 Exemplare bis 1971 produziert wurden.

## Varianten
Von der Airtourer existierten sieben Varianten:
- T1 von einem 100 PS Continental O-200-Motor angetrieben
- T2 von einem 115 PS starken Lycoming O-235-Motor angetrieben
- T3 mit einem 130 PS Rolls-Royce O-240-Motor angetrieben
- T4 angetrieben von einem 150 PS starken Lycoming O-320-E1A mit Feststellpropeller
- T5 von einem 150 PS starken Lycoming O-320-E1A angetrieben mit Verstellpropeller
- T6 eine kleine Auflage von 4 Flugzeuge für die Royal New Zealand Air Force die von einem 150 PS starken Lycoming O-320-E1A angetrieben und 24 Volt Elektrik
- T8 von einem 160 PS starken Lycoming AEIO-320 mit Benzineinspritzung angetrieben.

## Militärische Nutzung
- Neuseeland: 4
- Thailand: 1
- Tonga: 1

## Technische Daten
| Kenngröße             | Daten (Airtourer AT.100)                       | Daten (Airtourer AT.115)                              |
| --------------------- | ---------------------------------------------- | ----------------------------------------------------- |
| Besatzung             | 1                                              | 1                                                     |
| Passagiere            | 1                                              | 1                                                     |
| Länge                 | 6,32 m                                         | 6,55 m                                                |
| Spannweite            | 7,92 m                                         | 7,92 m                                                |
| Höhe                  | 2,08 m                                         | 2,13 m                                                |
| Flügelfläche          | 11,15 m²                                       | 11,15 m²                                              |
| Leermasse             | 475 kg                                         | 490 kg                                                |
| max. Startmasse       | 748 kg                                         | 748 kg                                                |
| Reisegeschwindigkeit  | 203 km/h                                       | 200 km/h                                              |
| Höchstgeschwindigkeit | 214 km/h                                       | 230 km/h                                              |
| Dienstgipfelhöhe      | 4500                                           | 4275 m                                                |
| Reichweite            | 1300                                           | 1140 km                                               |
| Triebwerk             | 1 × Continental O-200-A mit 74 kW (ca. 100 PS) | 1 × Lycoming O-235-C1B Kolbenmotor mit 86 kW (117 PS) |